# Dvärgpuktörne
Dvärgpuktörne (Ononis serrata) är en ärtväxtart som beskrevs av Peter Forsskål. Enligt Catalogue of Life ingår Dvärgpuktörne i släktet puktörnen och familjen ärtväxter, men enligt Dyntaxa är tillhörigheten istället släktet puktörnen och familjen ärtväxter. Arten förekommer tillfälligt i Sverige, men reproducerar sig inte. Inga underarter finns listade i Catalogue of Life.